# Carlsberg (dokumentarfilm)
|  | Denne artikel er oprettet af botten Steenthbot ud fra en ekstern database. Den kan derfor have sproglige fejl eller mangler. Denne skabelon kan fjernes efter kontrol af indholdet. |

Carlsberg er en dansk dokumentarfilm fra 1960.

## Handling
00:02:00 sporvogne, linje 10 og 9 i gaderne. 00:02:18 Bryggeriet Carlsberg modtager gæster. Spredte usammenhængende klip fra ølproduktionen og besøg på Carlsberg i Valby. Skakspil. 00:03:03 Sport. Fagenes fest på Østerbro Stadion. 00:07:07. En lang række udflugts rutebiler. Øl Priduktion. På landet høstes korn. Besøgende. Øltønder og fade. Slut ved 00:25:01.